# Sabanas de San Angel
Sabanas de San Angel là một khu tự quản thuộc tỉnh Magdalena, Colombia. Thủ phủ của khu tự quản Sabanas de San Angel đóng tại San Angel Khu tự quản Sabanas de San Angel có diện tích 977 ki lô mét vuông. Đến thời điểm ngày 28 tháng 5 năm 2005, khu tự quản Sabanas de San Angel có dân số  người.